# 聖埃倫娜區 (拉克魯斯縣)
10°56′38″N 85°41′01″W / 10.94389°N 85.68361°W
聖埃倫娜區（西班牙語：Santa Elena District, La Cruz），是哥斯達黎加的行政區，位於該國西北部瓜納卡斯特省，由拉克魯斯縣負責管轄，面積507平方公里，海拔高度10米，2013年人口2,529人，人口密度每平方公里5人。